# 왼손잡이 건맨
왼손잡이 건맨(The Left Handed Gun)은 미국에서 제작된 아서 펜 감독의 1958년 영화이다. 폴 뉴먼 등이 주연으로 출연하였고 프레드 코 등이 제작에 참여하였다.

## 출연

### 주연
- 폴 뉴먼
- 리타 밀란

### 조연
- 존 데너
- 허드 햇필드
- 제임스 베스트
- 제임스 콩든

## 제작진
- 원작자: 고어 비달
- 의상: 마저리 베스트